# Phlomis chrysophylla
Phlomis chrysophylla (també coneguda com a Sàlvia de Jerusalem) és una espècie d'angiosperma de la família de les labiades, nativa de l'est d'Àsia, essent originària des de la zona mediterrània fins a la Xina. És una planta herbàcia amb la base llenyosa que és resistent a la sequera, podent arribar a fer un metre d'alçada per un 1,2 m d'ample. És un arbust perenne amb una textura llanosa, amb dos tipus de fulles: les basals, que són més grans, i les superiors pubescents, similars a les sàlvies, les quals es tornen de color verd llima amb l'edat. Té dos Tenen les flors grogues i creixen en forma de verticil·lastre, inflorescència característica de la família de les labiades consistent en un conjunt de 3 o més grups de flors en el mateix pla al voltant de la tija. El seu cultiu requereix algunes proteccions a l'hivern. Ha guanyat l'Award of Garden Merit de la Reial Societat d'Horticultura.
El nom genèric "Phlomis" prové del grec i significa "flama", i pot fer referència a l'ús de les fulles a l'antiguitat com a metxes per a les làmpades. L'epítet específic "chrysophylla" significa "amb fulles d'or".